# Skarpabborrtjärnen (Gåxsjö socken, Jämtland, 707800-146005)
Skarpabborrtjärnen är en sjö i Strömsunds kommun i Jämtland och ingår i Indalsälvens huvudavrinningsområde.